# リーガ・エスパニョーラ1942-1943
この項目では、1942-1943年シーズンのリーガ・エスパニョーラ (ラ・リーガ、プリメーラ・ディビシオン)について述べる。
リーガ・エスパニョーラ1942-1943は、スペインのプロサッカーリーグ、リーガ・エスパニョーラの12回目のシーズンである。
1942年9月27日に開幕し、1943年4月4日に閉幕。アトレティコ・デ・ビルバオ(現・アスレティック・ビルバオ)が8年ぶり5回目の優勝を決めた。

## レギュレーション
- 14チームによるH＆A2回戦総当たり・全26節。勝ち点配分は勝利2・引分け1・敗北0。勝ち点が並んだ時の順位決定法に変化なし。
- プリメーラ・ディビシオン13位・14位はセグンダ・ディビシオン1位・2位と自動的に入れ替え。
- プリメーラ・ディビシオン11位・12位はセグンダ・ディビシオン3位・4位と中立地で1試合制の入れ替え戦を行う。組み合わせはタスキ掛け。

## 1942-1943年シーズンの昇降格
| セグンダ・ディビシオンへ降格                                | プリメーラ・ディビシオンへ昇格                      |
| ----------------------------------------------------------- | --------------------------------------------------- |
| エルクレス・デ・アリカンテCF (13位) レアル・ソシエダ (14位) | レアル・ベティス・バロンピエ (1位) サラゴサCF (2位) |

## 1942-1943年シーズンのリーガ・エスパニョーラのチーム
| クラブチーム                         | ホームタウン                         | スタジアム                                     | 監督                                                                          |
| ------------------------------------ | ------------------------------------ | ---------------------------------------------- | ----------------------------------------------------------------------------- |
| アトレティコ・デ・ビルバオ           | ビルバオ                             | サン・マメス                                   | フアン・ウルキス                                                              |
| クルブ・アトレティコ・アビアシオン   | マドリード                           | バジェカス (暫定) →メトロポリターノ (修復完了) | リカルド・サモラ                                                              |
| CFバルセロナ                         | バルセロナ                           | ラス・コルツ                                   | ジョアン・ジョゼップ・ノゲス                                                  |
| レアル・ベティス・バロンピエ         | セビリア                             | エリオポリス                                   | バラガニョ                                                                    |
| CDカステリョン                       | カスティーリョー・デイ・ラ・プラーナ | エイル・ゼイキオール                           | エミリオ・ビダル                                                              |
| RCセルタ・デ・ビーゴ                 | ビーゴ                               | バライードス                                   | バルタサール・アルベニス                                                      |
| RCデポルティーボ・デ・ラ・コルーニャ | ア・コルーニャ                       | パルケ・デ・リアソール                         | エドゥアルド・ゴンサレス・バリニョ                                            |
| RCDエスパニョール                    | バルセロナ                           | サリア                                         | パトリシオ・カイセド →パレ・ズレー・イ・ジューヌーイ リカルド・サモラ (共同)  |
| グラナダCF                           | グラナダ                             | ロス・カルメネス                               | パコ・ブル                                                                    |
| レアル・オビエドCF                   | オビエド                             | ブエナビスタ                                   | マヌエル・メアナ                                                              |
| レアル・マドリードCF                 | マドリード                           | チャマルティン                                 | フアニート・アルメ →パブロ・エルナンデス・コロナド (暫定) →ラモン・エンシナス |
| セビージャCF                         | セビリア                             | ネルビオン                                     | ペペ・ブラン →パトリック・オコネル                                            |
| バレンシアCF                         | バレンシア                           | メスタージャ                                   | ラモン・エンシナス →ダニエル・ガルシア・フステ                                |
| サラゴサCF                           | サラゴサ                             | トーレロ                                       | ジャシント・キンコセス                                                        |

## シーズンの流れ

### 優勝争い
第1次黄金期からの世代交代を完了したアトレティコ・デ・ビルバオが、4連勝2回を含む開幕11戦無敗という圧巻のスタートを見せ、第8節に首位を奪回して以降一度も譲る事なく最多5回目の優勝を果たした。内戦後の新たな潮流となったアトレティコ・アビアシオンは序盤から下位に低迷し8位。序盤ビルバオと白熱した争いを繰り広げた王者バレンシアCFも、後述の監督交代以降は失速し7位に終わった。
昨季は入れ替え戦行きの屈辱を味わったCFバルセロナは開幕5戦未勝利と序盤苦しむが、初の総得点トップを記録する攻撃力などで4位に入り成績が大きく改善された。高い攻撃力を持ちながら優勝に手が届かなかいセビージャCFはパトリック・オコネル監督を招聘、副監督となったペペ・ブランは6人の即戦力を補強した。今季のセビージャは攻撃力頼みの戦いが少し変わり、派手に大量点で勝つ事よりも継続力・勝ち点積み上げを重視する姿勢が窺えた。
首位を走り続けた間、ビルバオは第14節に最下位ベティスに1-3で敗北、第18節には10位RCDエスパニョールに2-2のドローなど、意外な足踏みがあった。2位以下集団が追いつく好機はあったが、昇格2年目のCDカステリョンが抜けてくるなど対抗馬が明確化せず。第21節にはセビージャがホームでビルバオを直接叩くが、依然勝ち点差は3。第23節はビルバオの敗戦に乗じカステリョンが勝ち点差を2に縮めるも、翌週また3差に開いた。
2位セビージャに勝ち点3差の首位で第25節を迎えたビルバオは、敵地リアソールで8位のRCデポルティーボ・デ・ラ・コルーニャに0-2で敗れた。だが、また同じ事が繰り返された。勝ち点4差で追っていた3位カステリョンはホームで9位アビアシオンとドロー。2位セビージャは中盤戦7試合無敗を記録して浮上してきた4位バルサに1-3で敗れた。こうしてビルバオの5度目の優勝は「敗戦後決定」というやや白けたものになり、しかも前節ビルバオに勝ち点2を献上した、バルサによるヘルプで決めた格好になった。
しかしビルバオの長期無敗と優勝は新世代の手によるもので、総得点・総失点はリーグ2位。ハットトリックがテルモ・サラの2回だけという数字に表れているように、複数のアタッカーが分散して稼ぎ、かつ失点を少なく抑え連敗を1度も記録しない安定感は、群雄割拠化したリーグで復活する為に出した名門なりの答えかもしれない。
。
。

### 残留争い
デポルは2年連続で総失点が最少だったが、失点しない代わりに自分達も得点できず勝ちきれない試合が増え<、引き分けがリーグ最多12試合。だが10位以下に一度も落ちず、前述の首位ビルバオ叩きで1節を残し残留を確定させた。一方、宿敵セルタは52得点・50失点と相変わらず「敵より多く決めて勝つ」を継続。第17節で入れ替え戦圏内を脱出、3節を残して残留を確定させ、最後は5位でフィニッシュ。貧打に泣いたデポルの9位を越えた。全く対照的なスタイルを持つガリシア州の両雄は、今季も対照的な戦い方で残留を決めたのだった。
2年間のセグンダ生活を経て復帰した6年前の王者ベティスは、第4節から9試合未勝利、第15節から最終節まで11試合未勝利と振るわず。第22節終了時に12位グラナダCFと勝ち点差8・当該対戦2敗で入れ替え戦圏内浮上が不可能となり、自動降格が決定した。ダービーでも2試合計10失点で全敗した。かつて自分達を初優勝に導いたオコネル監督が宿敵セビージャの監督として優勝を争う光景を横目に、ベティスは1年で降格した。
セグンダ2位サラゴサCFもベティスに匹敵する速度で降格した。開幕6試合未勝利、第12節から最終節まで15試合未勝利を記録。ただ失点数はベティス・グラナダより少ない54、引き分け数リーグ2位と健闘はした。だが総得点がリーグ最少25・勝利数わずか2(ベティスと同数)では、デポルのような守備的戦術で残留をするのも難しい。第23節終了時に12位グラナダとの勝ち点差が7に開き、1年での降格が決定した。

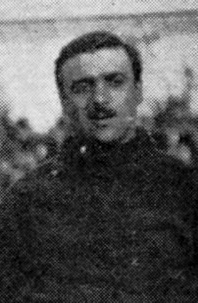
グラナダのパコ・ブル監督は古巣のレアル・マドリードと最終節まで自動残留圏争いを繰り広げた。

殆ど勝てないチームが早期に落ちる一方、昨季バルサが陥った入れ替え戦圏付近の攻防が白熱した。グラナダが6試合未勝利を2度記録して、12位に定着したのは決してサプライズでは無く、コパ・デル・レイ優勝2回のエスパニョール、過去リーグ優勝2回のレアル・マドリードCFの行く末こそが今季残留争いの注目点であった。
エスパニョールは長期の連敗・未勝利は無く、前半戦はむしろ上位だった。だが降格圏のサラゴサに対する敗戦、ダービー全敗なども、精神的に作用したのか、終盤戦で入れ替え戦圏内に転落した。Rマドリードは開幕3連勝と絶好調だったが、その後は2度にわたる5試合未勝利で、中盤戦から11位に定着。ここでアルメ監督が解任され、SDのコロナドが短期間代行した後、なんと上位バレンシアの監督ラモン・エンシナスが引き抜かれたのである。
昨季の優勝監督が連覇の夢を放棄し、今や残留請負人として迎え入れられた。Rマドリードはバルサと5-5の激しいドローを演じた後に3連勝、11位と勝ち点1差の8位に浮上した。だがその後3連敗を喫して第21節終了時に10位に転落。それでも翌週12位エスパニョールを7-0で大破して当該対戦優位を確立し、3連勝で7位に浮上した。だが第24節でセビージャに敗れ11位・12位との勝ち点差2の10位となった。
第25節、Rマドリードは12位グラナダとの直接対決でドロー。だがエスパニョールも引き分け、単独10位をキープした。最終節は勝ち点24の10位Rマドリードと勝ち点22の12位グラナダの争いとなった。Rマドリードとの当該対戦スコアが劣るエスパニョールは既に11位以下・入れ替え戦が確定。パコ・ブル監督のグラナダは古巣Rマドリードとの当該対戦で勝ち越したため、勝ち点が並べばバルサの屈辱の二の舞はあり得た。
Rマドリードは敵地で7位バレンシアと因縁対決。11分にメナに先制点を許すが、15分にボテージャが同点弾。しかし31分・43分アマデオに得点を許し1-3で前半を折り返す。グラナダはホームにバルサを迎え、11分にマリンが先制点。17分セサール・ロドリゲス、22分マルティンに決められ逆転を許すが、44分にソサが決め2-2に追いつき前半を終えた。
後半に入り、Rマドリードは60分アルスーア・64分ベルマールと5分間で2点を決め3-3の同点。残り時間の試合運びは難題だったが、80分にバルサのマルティンがグラナダから再びリードを奪う得点を決めて結末が見えた。その後スコアは動かず、Rマドリードがドローで勝ち点1追加し10位で自動残留、グラナダは2-3で敗れ12位で入れ替え戦出場が決まった。

## 結果

### 順位表
| 順 | チーム                               | 試 | 勝 | 分 | 敗 | 得 | 失 | 差  | 点 | 出場権または降格                          |
| -- | ------------------------------------ | -- | -- | -- | -- | -- | -- | --- | -- | ----------------------------------------- |
| 1  | アトレティコ・デ・ビルバオ (C)       | 26 | 16 | 4  | 6  | 73 | 38 | +35 | 36 |                                           |
| 2  | セビージャCF                         | 26 | 15 | 3  | 8  | 63 | 47 | +16 | 33 |                                           |
| 3  | CFバルセロナ                         | 26 | 14 | 4  | 8  | 77 | 50 | +27 | 32 |                                           |
| 4  | CDカステリョン                       | 26 | 13 | 5  | 8  | 41 | 43 | −2  | 31 |                                           |
| 5  | RCセルタ・デ・ビーゴ                 | 26 | 14 | 2  | 10 | 52 | 50 | +2  | 30 |                                           |
| 6  | レアル・オビエドCF                   | 26 | 12 | 4  | 10 | 53 | 63 | −10 | 28 |                                           |
| 7  | バレンシアCF                         | 26 | 10 | 7  | 9  | 58 | 45 | +13 | 27 |                                           |
| 8  | クルブ・アトレティコ・アビアシオン   | 26 | 11 | 5  | 10 | 54 | 44 | +10 | 27 |                                           |
| 9  | RCデポルティーボ・デ・ラ・コルーニャ | 26 | 7  | 12 | 7  | 35 | 32 | +3  | 26 |                                           |
| 10 | レアル・マドリードCF                 | 26 | 10 | 5  | 11 | 52 | 50 | +2  | 25 |                                           |
| 11 | グラナダCF (O)                       | 26 | 9  | 6  | 11 | 45 | 51 | −6  | 24 | 入れ替え戦へ出場                          |
| 12 | RCDエスパニョール (O)                | 26 | 9  | 4  | 13 | 56 | 68 | −12 | 22 | 入れ替え戦へ出場                          |
| 13 | サラゴサCF (R)                       | 26 | 2  | 9  | 15 | 25 | 57 | −32 | 13 | セグンダ・ディビシオン1942–1943へ自動降格 |
| 14 | レアル・ベティス・バロンピエ (R)     | 26 | 2  | 6  | 18 | 28 | 74 | −46 | 10 | セグンダ・ディビシオン1942–1943へ自動降格 |

1. 1 2  バレンシアCFはアトレティコ・アビアシオンに対し3-0、1-1の1勝1分けで当該対戦勝ち点が3-1のため順位が上になった[59][60]。

### 勝敗表
| ホーム / アウェイ                    | AAV | ATB | BAR | CAS | CEL | DEP | ESP | GRA | OVI | BET | RMA | SEV | VAL | ZAR |
| ------------------------------------ | --- | --- | --- | --- | --- | --- | --- | --- | --- | --- | --- | --- | --- | --- |
| クルブ・アトレティコ・アビアシオン   | —   | 2–3 | 4–0 | 5–1 | 3–1 | 1–2 | 2–3 | 7–1 | 3–0 | 5–1 | 2–1 | 1–0 | 1–1 | 3–1 |
| アトレティコ・デ・ビルバオ           | 5–2 | —   | 5–2 | 4–0 | 4–0 | 0–2 | 2–1 | 4–1 | 8–1 | 5–0 | 3–2 | 5–0 | 5–1 | 2–0 |
| バルセロナCF                         | 5–0 | 1–3 | —   | 7–1 | 8–0 | 1–1 | 2–0 | 5–2 | 6–2 | 4–1 | 5–5 | 3–1 | 1–2 | 4–1 |
| CDカステリョン                       | 0–0 | 2–2 | 0–2 | —   | 5–0 | 3–1 | 2–1 | 3–2 | 3–0 | 3–0 | 3–0 | 2–0 | 1–0 | 3–0 |
| RCセルタ・デ・ビーゴ                 | 1–1 | 4–1 | 4–2 | 5–0 | —   | 0–1 | 3–2 | 8–3 | 2–0 | 4–2 | 2–1 | 1–0 | 2–0 | 3–2 |
| RCデポルティーボ・デ・ラ・コルーニャ | 0–0 | 2–0 | 2–2 | 0–1 | 3–1 | —   | 2–2 | 2–2 | 0–1 | 0–0 | 1–2 | 1–1 | 2–2 | 3–1 |
| RCDエスパニョール                    | 4–2 | 2–2 | 1–3 | 3–1 | 1–0 | 1–1 | —   | 2–1 | 5–0 | 3–0 | 4–2 | 1–2 | 1–0 | 0–0 |
| グラナダCF                           | 3–1 | 1–3 | 2–3 | 1–2 | 3–1 | 1–2 | 2–2 | —   | 3–1 | 6–2 | 1–0 | 4–3 | 4–2 | 1–1 |
| レアル・オビエドCF                   | 2–1 | 3–3 | 3–2 | 4–1 | 1–0 | 1–1 | 3–1 | 4–2 | —   | 4–1 | 3–4 | 4–4 | 4–1 | 1–1 |
| レアル・ベティス・バロンピエ         | 1–2 | 3–1 | 0–2 | 1–1 | 1–3 | 1–1 | 1–1 | 0–1 | 1–2 | —   | 3–1 | 2–5 | 2–2 | 1–1 |
| レアル・マドリードCF                 | 1–3 | 2–0 | 3–0 | 0–0 | 2–4 | 4–3 | 7–0 | 2–2 | 2–1 | 3–1 | —   | 1–1 | 0–1 | 2–1 |
| セビージャCF                         | 2–1 | 2–0 | 4–2 | 4–1 | 2–0 | 2–1 | 4–2 | 3–2 | 0–5 | 5–0 | 3–0 | —   | 3–1 | 6–0 |
| バレンシアCF                         | 3–0 | 2–2 | 2–4 | 1–2 | 1–1 | 1–0 | 3–0 | 3–2 | 7–0 | 8–3 | 3–3 | 4–2 | —   | 7–0 |
| サラゴサCF                           | 2–2 | 0–1 | 1–1 | 0–0 | 1–2 | 1–1 | 4–2 | 2–3 | 1–3 | 1–0 | 0–2 | 3–4 | 0–0 | —   |

### 自動昇格チーム
- セントロ・デ・デポルテス・サバデル・クルブ・デ・フトボル [61](セグンダ・ディビシオン1942-1943決勝ステージ1位) [62]
- レアル・ソシエダ (同・2位) [63]

## 入れ替え戦
プリメーラ・ディビシオン11位のRCDエスパニョールがセグンダ・ディビシオン1940-1941決勝ステージ4位のレアル・ヒホンと中立地マドリードで対戦した。
| 1943年4月18日 |

| RCDエスパニョール (11位) | 2 - 1 | レアル・ヒホン (4位) |
|                          |       |                      |

| ワンダ・メトロポリターノ |

- 勝ったRCDエスパニョールがプリメーラ・ディビシオン1943-1944に残留。敗れたレアル・ヒホンはセグンダ・ディビシオン1943-1944に残留。

プリメーラ・ディビシオン12位のグラナダCFがセグンダ・ディビシオン1942-1943決勝ステージ3位のレアル・バリャドリード・デポルティーボと中立地バルセロナで対戦した。
| 1943年4月18日 |

| グラナダCF (12位) | 2 - 0 | レアル・バリャドリード・デポルティーボ (3位) |
|                   |       |                                              |

| カンプ・ダ・ラス・コルツ |

- 勝ったグラナダCFがプリメーラ・ディビシオン1943-1944に残留。敗れたレアル・バリャドリード・デポルティーボはセグンダ・ディビシオン1943-1944に残留。

## 得点ランク・記録

### 得点ランキング
| 順位 | 得点者                 | 得点数 | 試合数 | 得点率 | チーム                     |
| ---- | ---------------------- | ------ | ------ | ------ | -------------------------- |
| 1    | マリアーノ・マルティン | 31     |        |        | バルセロナCF               |
| 2    | エドムンド・スアレス   | 22     |        |        | バレンシアCF               |
| =    | ジョゼー・ジュンクサ   | 22     |        |        | RCDエスパニョール          |
| 4    | バシリオ・ニエト       | 20     |        |        | CDカステリョン             |
| 5    | テルモ・サラ           | 17     |        |        | アトレティコ・デ・ビルバオ |

### ハットトリック
| 選手名                         | 所属チーム                 | 達成試合                                                         | 回数 |
| ------------------------------ | -------------------------- | ---------------------------------------------------------------- | ---- |
| テルモ・サラ                   | アトレティコ・ビルバオ     | 第19節・8-1Rオビエド 第24節・5-2バルセロナ                       | 2回  |
| ホセ・ディアス・パヤン         | セビージャCF               | 第14節・4-3サラゴサ 第23節・4-3グラナダ                          | 2回  |
| ラファエル・ベーロカル・ブサク | セビージャCF               | 第15節・5-0ベティス 第22節・3-1バレンシア                        | 2回  |
| ホセ・バジェ・マース           | CFバルセロナ               | 第7節・8-0セルタ                                                 | 1回  |
| マリアーノ・マルティン         | CFバルセロナ               | 第13節・5-2グラナダ 第19節・7-1カステリョン 第23節・6-2Rオビエド | 3回  |
| バシリオ・ニエト               | CDカステリョン             | 第20節・3-1デポル                                                | 1回  |
| フランシスコ・ロイグ           | RCセルタ・デ・ビーゴ       | 第18節・8-3グラナダ                                              | 1回  |
| アグスティン・ハラボ           | RCセルタ・デ・ビーゴ       | 第18節・8-3グラナダ                                              | 1回  |
| アントン・サンチェス・バルデス | レアル・オビエドCF         | 第8節・4-2グラナダ                                               | 1回  |
| エドムンド・スアレス           | バレンシアCF               | 第5節・7-0Rオビエド 第9節・4-2セビージャ 第21節・8-3ベティス     | 3回  |
| パコ・カンポス                 | アトレティコ・アビアシオン | 第12節・5-1カステリョン                                          | 1回  |
| マヌエル・アルダイ             | レアル・マドリードCF       | 第15節・4-3デポル 第21節・7-0エスパニョール                      | 2回  |
| ジョゼー・ジュンクサ           | RCDエスパニョール          | 第8節・4-2Rマドリード 第15節・4-2アビアシオン                    | 2回  |

### 最少失点ゴールキーパー
| 選手               | 所属                           | 試合数 | 失点数 | 失点率 |
| ------------------ | ------------------------------ | ------ | ------ | ------ |
| フアン・アクーニャ | デポルティーボ・ラ・コルーニャ | 25     | 31     | 1,240  |

## できごと
- フアン・アクーニャは2シーズン連続で最少失点率達成。アトレティコ・アビアシオンのリカルド・サモラ監督の現役時代以来の快挙となった。
- ビルバオのフアン・ウルキス監督は、リカルド・サモラに続き現役・監督時代両方でリーグ優勝した2人目の人物となった。